# Stenopsyche complanata
Stenopsyche complanata är en nattsländeart som beskrevs av Tian och Li 1991. Stenopsyche complanata ingår i släktet Stenopsyche och familjen Stenopsychidae. Inga underarter finns listade i Catalogue of Life.